# 1 000 kilomètres de Buenos Aires 1960
Navigation
Édition précédente Édition suivante
Les 1 000 kilomètres de Buenos Aires 1960, disputées le 31 janvier 1960 sur l'Autódromo Juan y Oscar Gálvez, sont la sixième édition de cette épreuve et la première manche du championnat du monde des voitures de sport 1960. Elles sont remportées par la Scuderia Ferrari.

## Course

### Classement de la course
Voici le classement au terme de la course.
- Les vainqueurs de chaque catégorie sont signalés par un fond jauni.

| 1            | S 3.0 | 4  | Scuderia Ferrari            | Cliff Allison Phil Hill                         | Ferrari 250TR59/60 Fantuzzi Spyder | 106 |
| 2            | S 3.0 | 2  | Scuderia Ferrari            | Wolfgang von Trips Richie Ginther               | Ferrari 250TR59/60 Fantuzzi Spyder | 105 |
| 3            | S 1.6 | 30 | Porsche KG                  | Stirling Moss Joakim Bonnier                    | Porsche 718 RSK                    | 101 |
| 4            | S 3.0 | 14 |                             | Celso Lara Barberis Christian Heins (pt)        | Maserati 300S                      | 101 |
| 5            | S 1.6 | 42 |                             | Pedro von Döry Anton von Döry                   | Porsche 718 RSK                    | 100 |
| 6            | S 1.6 | 36 |                             | Christian Goethals Curt Delfosse                | Porsche 718 RSK                    | 100 |
| 7            | S 1.6 | 34 | Porsche KG                  | Maurice Trintignant Hans Herrmann               | Porsche 718 RSK                    | 95  |
| 8            | S 1.6 | 44 |                             | Hugo Maestretti Alberto Gomez                   | Porsche 718 RSK                    | 94  |
| 9            | S 1.6 | 44 |                             | Bruno Gavazzoli Nino Todaro                     | Ferrari 250 GT Interim             | 92  |
| 10           | GT    | 56 | Porsche KG                  | Fritz Huschke von Hanstein Heriberto Bohnen     | Porsche 356B Carrera               | 88  |
| 11           | GT    | 52 |                             | Ugo Tosa Silvano Turco                          | Ferrari 250 GT LWB                 | 83  |
| Abandons     |       |    |                             |                                                 |                                    |     |
| 12           | S 3.0 | 8  |                             | Roberto Bonomi Luis Milán                       | Maserati 300S                      | 83  |
| 13           | S 3.0 | 20 | Camoradi International (en) | Dan Gurney Masten Gregory                       | Maserati Tipo 61                   | 56  |
| 14           | S 1.6 | 32 | Porsche KG                  | Olivier Gendebien Edgar Barth                   | Porsche 718 RSK                    | 53  |
| 15           | S 3.0 | 6  | Scuderia Ferrari            | Ludovico Scarfiotti José Froilán González       | Ferrari Dino 246S                  | 38  |
| 16           | S 3.0 | 10 |                             | Rodolfo de Alzaga Nestor Salerno                | Maserati 300S                      | 10  |
| 17           | S 3.0 | 24 |                             | Antonio Pucci Ernesto Dagnino                   | Maserati                           | 5   |
| 18           | S 3.0 | 18 |                             | Camilo Gay César Rivero                         | Lancia D24 (en)                    | 4   |
| 19           | GT    | 54 |                             | Carlo Abate Alberto Rodríguez Larreta           | Ferrari 250 GT LWB                 | 2   |
| 20           | S 3.0 | 16 |                             | Fernando Barreto Carlos Najurieta               | Maserati 300S                      | 1   |
| 21           | S 3.0 | 22 |                             | Enrique Sticoni Jesús Iglesias                  | Maserati 200SI (en)                | 1   |
| 22           | S 1.6 | 38 |                             | Heini Walter Juan Manuel Bordeu                 | Porsche 718 RSK                    | 1   |
| 23           | S 1.6 | 40 | Wolfgang Seidel             | Wolfgang Seidel Harry Blanchard                 | Porsche 718 RSK                    | 1   |
| Non partants |       |    |                             |                                                 |                                    |     |
| 24           | S 3.0 | 12 |                             | Carlos Guimarey Antonio Creus                   | Maserati 300S                      |     |
| 25           | S 3.0 | 26 |                             | Ettore Chimeri Julio Pola                       | Maserati 300S                      |     |
| 26           | S 3.0 | 28 |                             | Cesar Reyes Julio Guimarey                      | Maserati 300S                      |     |
| 27           | S 1.6 | 46 |                             | Gino Munaron Carlos Reyes Alberto Mapelli Mozzi | Osca 1500S                         |     |
| 28           | GT    | 48 | Scuderia Serenissima        | Carlo-Maria Abate Casimiro Toselli              | Ferrari 250 GT LWB                 |     |

## Classements du championnat à l'issue de la course
| Pos | Constructeur | Points |
| --- | ------------ | ------ |
| 1   | Ferrari      | 8      |
| 2   | Porsche      | 4      |
| 3   | Maserati     | 3      |